# 春宮みずき
春宮 みずき（はるみや みずき、1995年10月8日 - ）は、日本の女優、モデル。東京都出身。幸福の科学母体のニュースター・プロダクション所属。

## 経歴・人物
1995年10月東京都で出生後、都内の公立小学・中学・高校を卒業。東洋学園大学グローバル・コミュニケーション学部 卒業。
特技は、陸上（中距離）・水泳（7年）・トロンボーン演奏・書道など。

## 出演

### テレビ番組
- ツギクルもん（2015年、フジテレビ）
- 消えた天才 〜超一流が勝てなかった人 大追跡〜（2019年、TBS）

### テレビドラマ
- 土曜ワイド劇場 法医学教室の事件ファイル 42（2016年、テレビ朝日） - 神奈川藝術大学学生 役
- ミステリースペシャル おとり捜査官・北見志穂 20（2016年、テレビ朝日） - ギタリストに身体を触られたと言った女 役
- いだてん〜東京オリムピック噺〜（2019年、NHK）
- モトカレマニア（2019年、フジテレビ）

### 映画
- 天使に“アイム・ファイン”（2016年3月、日活）
- 君のまなざし（2017年5月、日活） - 神代華子 役
- 僕の彼女は魔法使い（2019年2月、日活） - メインキャスト・黒川百合子 役
- 心霊喫茶「エクストラ」の秘密-The Real Exorcist-（2020年5月、日活）
- 美しき誘惑-現代の「画皮」-（2021年5月、日活） - クラブZホステス 役

### 舞台
- Gift（2015年）
- 2番目の女たち（2015年、崖っぷちウォリアーズ）
- パン屑の道しるべ（2015年、フリー・エス）
- 同居人（2015年、裏長屋マンションズ本公演）
- やめらんねえ（2015年、TEAM BUZZ）
- 希望を運ぶ人（2016年）
- ロミオとジュリエット（2020年2月、NSP） - 主演・ジュリエット 役

### 広告
- 東京都墨田区 広報CM（2016年）
- オイコスヨーグルト ウェブCM（2016年、ダノンジャパン）
- 東京臨海高速鉄道りんかい線 イメージキャラクター（2017年 - 2019年） - 同社のプロモーション動画にも出演[2]。
- ディズニー・スイート・ラブ テレビCM（2017年12月、東京ディズニーリゾート）[3][4]
- 車検のコバック（2018年）WebCM

## 書籍
- ARE YOU HAPPY? 2016年10月号（幸福の科学出版） - グラビア写真掲載、インタビュー[5]
- ARE YOU HAPPY? 2017年6月号（幸福の科学出版） - インタビュー[6]

## ディスコグラフィ
- 映画『君のまなざし』挿入歌 不思議なあなた（あかりのテーマ曲）（2017年、SUNLIGHT）[7][8]

上記の歌唱楽曲は、CD『RYUHO OKAWA ALL TIME BEST III【映画音楽集】』に収録。
4曲目：不思議なあなた（歌：春宮みずき）